# Solomon Mikhlin
Solomon Grigor'evich Mikhlin (em russo:  Соломон Григорьевич Михлин, nome real Zalman Girshevich Mikhlin) (o sobrenome é também transliterado como Mihlin ou Michlin) (Kholmech, 23 de abril de 1908 — São Petersburgo, 29 de agosto de 1990) foi um matemático soviético de origem judaica.
Trabalhou nos campos da elasticidade linear, integrais singulares e análise numérica

## Biografia
Nasceu em Kholmech, em 23 de abril de 1908. O documento (Mikhlin 1968) informa que seu pai foi um pequeno comerciante, porém sua informação pode ser falsa, pois informação fidedigna sobre a profissão dos pais era negada, a fim de driblar limitações políticas ao acesso à educação superior. Uma versão diferente, relatada por Mikhlin & et al (2008), informa que ele foi um melamed em uma escola fundamental de religião (cheder), e que sua família era de classe média. De acordo com esta fonte, era o mais jovem de cinco irmãos. Sua primeira mulher foi Victoria Isaevna Libina. Seu famoso livro (Mikhlin 1965) é dedicado à sua memória. Ela faleceu de peritonite em 1961, durante um passeio de barco no rio Volga. Aparentemente não havia um médico a bordo. Em 1940 eles adotaram um filho, Grigory Zalmanovich Mikhlin, que mora atualmente em Haifa. Sua segunda mulher foi Eugenia Yakovlevna Rubinova, nascida em 1918, que viveu com ele o resto de sua vida.

### Atividades de ensino
Foi orientador de  "Candidato de Ciências" de diversos matemáticos, sendo alguns deles:
- Lyudmila Dovbysh
- Joseph Itskovich
- Arno Langenbach
- Natalia Mikhailova-Gubenko
- Boris Plamenevsky
- Siegfried Prößdorf
- Vera Sapozhnikova
- Tatiana Shaposhnikova
- Gunther Schmidt

Foi também mentor e amigo de Vladimir Maz'ya. Não foi oficialmente seu orientador, mas sua amizade com o jovem graduando Maz'ya teve grande influência em moldar seu estilo matemático.